# Citroën Ami 6
Ne doit pas être confondu avec Citroën Ami (2020).
 (octobre 2022).
Si vous disposez d'ouvrages ou d'articles de référence ou si vous connaissez des sites web de qualité traitant du thème abordé ici, merci de compléter l'article en donnant les références utiles à sa vérifiabilité et en les liant à la section « Notes et références ».
La Citroën Ami 6 (populairement appelée la « 3 CV ») est une berline — et un break — produit par le constructeur automobile français Citroën de 1961 à 1969. L'Ami 8 prendra le relais jusqu'en 1978. L'objectif premier était de proposer à la clientèle un compromis entre deux modèles, la DS en haut de gamme, et la 2 CV en bas de gamme.
Il en a dérivé une gamme de véhicules très populaires déclinée sous plusieurs formes.
Les premières Citroën Ami construites sur la plateforme des 2 CV furent fabriquées provisoirement dans l'usine Panhard de l'avenue d'Ivry à Paris, puis très rapidement à Rennes-la-Janais (Ille-et-Vilaine) nouvellement créée et à Forest en Belgique. Elle est la voiture la plus vendue en France en 1966, prenant la première place à la Renault 4 (les versions 5 CV de celle-ci étant comptabilisées à part).

## Projet Ami
Depuis les années 1930 au milieu des années 1950, Citroën n'a pas développé de milieu de gamme automobile entre les 2 CV 375 et 425 cm3 d'une part et les ID 19 et DS 19 de 1 911 cm3 d'autre part. En 1956, après l’arrêt de la Citroën traction avant, il ne dispose donc au catalogue que de la DS et de la 2 CV. À cette époque, les bureaux d'études travaillaient sur un projet de véhicule intermédiaire, le projet AM (M pour milieu de gamme), mais les contraintes techniques et économiques dirigent le projet vers la réalisation d'une « super 2 CV ».
Le cahier des charges impose un véhicule confortable à quatre places ne devant pas excéder quatre mètres. Très vite, la décision est prise d'adapter une nouvelle carrosserie sur la plateforme des « Type A ». En conséquence, l'empattement fut limité et, comme le patron de l'époque, Pierre Bercot, ne voulait pas d'une ligne utilitaire (donc avec hayon), il était impératif d'aboutir à une voiture à trois volumes. Or dans une 2 CV, la descente de toit est telle que la lunette arrière oblige les passagers à pencher la tête en avant pour prendre place. Flaminio Bertoni, créateur des Traction Avant, 2 CV et DS, trouve une solution : il propose d'inverser la pente de la lunette pour offrir aux passagers plus de confort. La lunette arrière inversée, aussi présente sur les Ford Anglia dès septembre 1959 puis Ford Consul 315 anglaises en mai 1961, entraîne un profil en « Z » plutôt controversé. Cependant, elle permet l'accès facile à l'imposante malle arrière ; elle est aussi appréciée par temps de neige, celle-ci ne se déposant pas sur la lunette. Présente pour la première fois sur le prototype Packard Balboa X de 1953, on retrouve cette ligne dans les années 1990 sur la Toyota Will Vi diffusée au Japon.
Le « moteur bicylindre boxer » de 425 cm3 de la 2 CV n'étant pas assez puissant pour le poids de la carrosserie envisagée, on augmente sa cylindrée par l'alésage en conservant la base moteur. Elle sera établie à 602 cm3 pour rester dans la limite administrative des 3 CV (610 cm3).
L'Ami 6 innove sur le plan sociologique en se présentant sur les documents publicitaires comme la deuxième voiture idéale pour madame. Quant au nom « Ami », il serait né de l'association de l'appellation « AM », suite du projet M, du chiffre 6 correspondant à sa cylindrée et certains avancent l'hypothèse de la proximité avec le mot « amici » (« amis » en italien, langue natale de Flaminio Bertoni). En réalité, selon les archives Citroën, le « I » a été ajouté à l'appellation « AM » pour Automobile de Milieu de gamme.
Mme Yvonne de Gaulle conduisait une berline Ami 6 de couleur blanc carrare (AC144).

## Modèles

### Ami 6 (1961-1969)

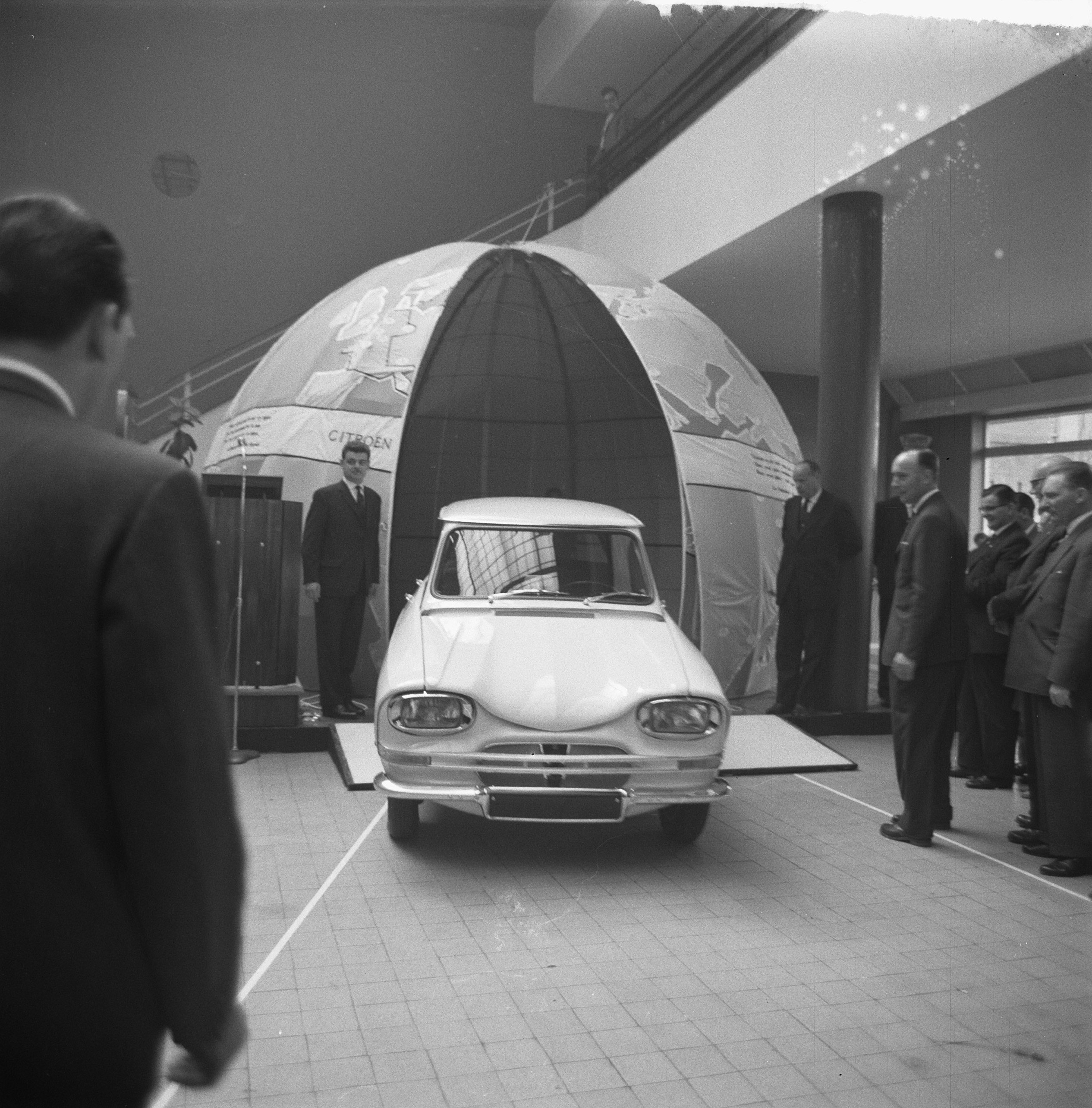
Présentation de l'Ami 6 aux Pays-Bas, le 26 avril 1961 à Amsterdam.

En avril 1961, l'Ami 6 s'intercale au catalogue entre les populaires 2 CV et les révolutionnaires DS. Pour ce faire, la voiture récupère les meilleurs atouts de ses consœurs : la robustesse et la rusticité de la 2 CV (châssis - plateforme et mécanique) ainsi que la finition inspirée de la DS (sièges moelleux, volant monobranche, poignées de porte et commandes). La voiture rencontre rapidement le succès, malgré des défauts de jeunesse comme une carrosserie en tôle trop mince, une clenche d'ouverture de malle arrière située sous la banquette arrière et un équipement spartiate (pas de retour automatique d'essuie-glaces jusqu'en août 1961…), ainsi que l'évacuation de l'eau de pluie accumulée dans la gouttière de toit qui a nécessité deux modifications avant l'apparition de deux trous à l'aplomb des montants en juillet 1962 (d'abord positionnés au-dessus des essuie-glace, ils occasionnaient en cas de forte pluie des ruissellements sur le pare-brise ; puis complètement supprimés, des paquets d'eau se déversant lors des freinages). Les balais d'essuie-glace d'abord orientés vers le bas du pare-brise du côté du conducteur sont rapidement remplacés par des balais alignés dans l'axe des porte-balais. En septembre 1963, l'ouverture du capot est commandée en bas à gauche de la planche de bord, par une tirette en anneau et un câble relié à la gâche fixée sur la face avant, qui comporte dorénavant une tôle centrale intermédiaire visible à l'avant de la voiture, au-dessus de la calandre. De plus, un embrayage semi-automatique centrifuge est désormais disponible en option comme sur la 2 CV. Entre décembre 1963 et janvier 1964, les pédales d'embrayage et de frein, dans le plancher comme sur la 2 CV, sont remplacées par des pédales suspendues. Dès le début de la production, les vitres avant sont coulissantes pour leur moitié arrière, celles des portes arrière sont fixes jusqu'en août 1961. Les encadrements des vitres sont en aluminium, présentant un trait de gouge jusqu'en juillet 1963, puis ils présentent trois traits jusqu'au remplacement pour l'année-modèle 1969 par des profilés d'acier de la couleur de la carrosserie, ou bien recouverts d'une garniture inox sur la finition break « Club ». La troisième vitre des breaks Ami 6 ou Ami 8 est juste entourée d'un gros joint de caoutchouc noir avec une fine baguette inox en finition « Club ». Le haut de la planche de bord, d'abord en plastique dur granité de couleur grise, est rapidement recouvert d'un revêtement de plastique fin mais souple de même couleur. Pour l'année-modèle 1967, la planche de bord devient noire. Les banquettes confortables sont amovibles et peuvent être posées sur le sol (Citroën souhaitait en faire un argument publicitaire, puis s'est ravisé). Elle roule à près de 105 km/h et se conduit pied au plancher comme le prévoit le cahier des charges. 

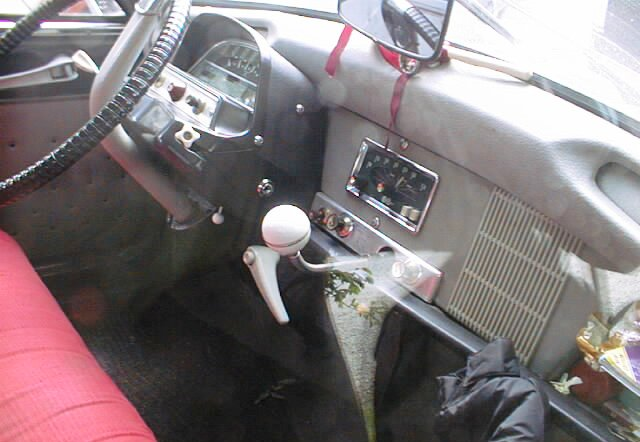
Intérieur d'une Ami 6 avec le poste Radioën placé au centre de la planche de bord et à droite le haut-parleur.

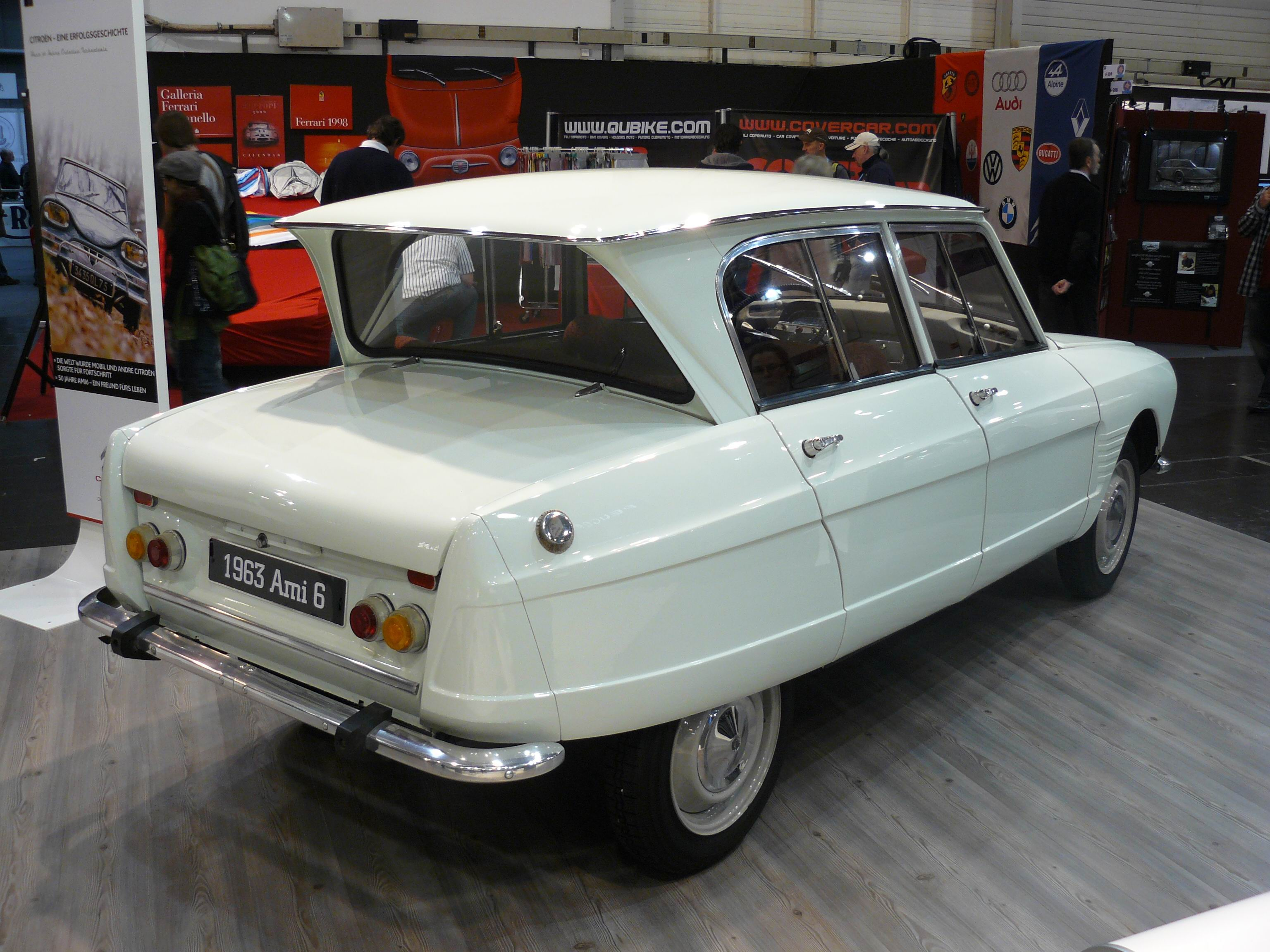
Vue arrière d'une Ami 6 modèle 1963.

D'un point de vue mécanique, le « moteur bicylindre boxer » a une cylindrée inédite de 602 cm3. D'abord d'une puissance de 22 ch SAE (en 1961) puis de 26 ch (modèles 1964) pour une vitesse de 110 km/h, il termine à 28 ch (modèles 1968) pour une vitesse de 112 km/h. Les tout derniers modèles disposent d'un moteur de 35 ch SAE (32 ch DIN), au taux de compression augmenté à 9/1. Il est doté d'un carburateur double-corps (21/24) alimenté en air pulsé et d'un arbre à cames spécifique, ce qui permet à l'automobile d'atteindre la vitesse de 123 km/h.
Du fait de sa base, on retrouve l'ensemble des caractéristiques de la 2 CV sur l'Ami 6. Les freins sont à tambours sur les quatre roues. Les freins avant ont un diamètre de 220 mm (contre 200 mm sur les 2 CV) avec des ailettes de refroidissement, et sont accolés à la boîte de vitesses. Celle-ci est à quatre rapports tous synchronisés. La transmission aux roues se fait par joints de cardans doubles, donc homocinétiques.
La carrosserie est entièrement assemblée par boulonnage mais le toit, de couleur très claire, d'abord en fibre de verre, puis en matière synthétique, est rivé à la caisse. À partir d'octobre 1967, la berline reçoit en option un demi-toit ouvrant en toile ou un toit peint en rouge ou bleu.
Les projecteurs de section rectangulaire mis au point par Cibié sont nouveaux. Ils remplacent les optiques rondes à miroir parabolique montées sur tous les autres modèles de la marque. L'emboutissage du miroir plus profond, qui permet le renvoi d'un faisceau lumineux avec un flux réfléchi plus dense, nécessite l'augmentation du diamètre. Le phare rectangulaire étant tronqué en haut et en bas, son rendement est diminué mais est compensé par un jeu de trois réflecteurs. Ainsi, avec les mêmes ampoules, l'intensité lumineuse est annoncée deux fois supérieure à celle d'un projecteur classique. Les phares rectangulaires et les enjoliveurs ovales de phares de l'Ami 6 ont été utilisés sur les Maserati 5000 GT Allemand. Avec ses projecteurs ovales, la Ford Taunus 17M avait montré la voie dès octobre 1960. Ceux-ci ont été montés sur les Lamborghini 350 GT.
La suspension de l'Ami 6 reprend le principe inauguré par la 2 CV. La suspension est assurée par des ressorts horizontaux latéraux comprimés grâce à un système de liaison aux roues par tirants. Ils sont logés dans un pot cylindrique sous les côtés de la plateforme. L'amortissement est assuré par quatre frotteurs. Les quatre roues travaillent indépendamment. Un batteur à inertie (ou stabilisateurs à masse) est présent sur chaque roue et un système d'interaction élastique entre la suspension avant et arrière complète le système. En juin 1963, les frotteurs sont remplacés par quatre amortisseurs hydrauliques télescopiques qui ne nécessitent plus de réglages périodiques. Ce système à quadruple effet (ressorts, amortisseurs, batteurs et interaction élastique Av/Ar) atteint un niveau de suspension particulièrement performant.
En septembre 1964, la gamme s'étoffe d'un break dont la conception a très largement échu au jeune styliste d'une trentaine d'année Robert Opron, d'abord supervisé par Flaminio Bertoni, puis celui-ci étant mort prématurément au mois de février 1964, en l'ayant remplacé en juin à la tête du bureau d'étude de Citroën. Ce modèle dépassera rapidement les chiffres de production et de vente de la berline. L'explication vient autant de sa ligne plus conventionnelle que de son adaptation au milieu rural. Le break possède une aérodynamique meilleure que la berline, dont la lunette inversée, qui n'a jamais réellement convaincu, crée un tourbillon. Grâce à la nouvelle carrosserie, l'Ami 6 break est selon le slogan de l'époque « le kilomètre confort le moins cher du monde ». Grâce au break, l'Ami 6 est la voiture la plus vendue en France en 1966 du fait que les Renault 4 dotées du moteur 5 CV ne sont pas comptabilisées avec les autres Renault 4.
À l'automne 1965, les garnitures capitonnées des sièges sont remplacées par des côtes longitudinales et les feux des berlines adoptent ceux plus petits des breaks et autres utilitaires de la gamme Citroën. À partir de juin 1966 pour la berline et septembre 1966 pour le break, l'équipement électrique passe en 12 V au lieu de 6 V auparavant, et la dynamo fait place à un alternateur. À cette occasion, le tableau de bord change de teinte, il devient partiellement noir et le voyant rouge de charge disparait. À l'extérieur, les modèles 1967 se reconnaissent par la calandre à barrettes horizontales et la grille d'aération striée de petites barrettes chromées. Début 1968, les feux arrière sont redessinés et regroupés sur un bloc de forme trapézoïdale, qui sera adapté sur les 2 CV en 1970 et concerné jusqu'à la fin de production.

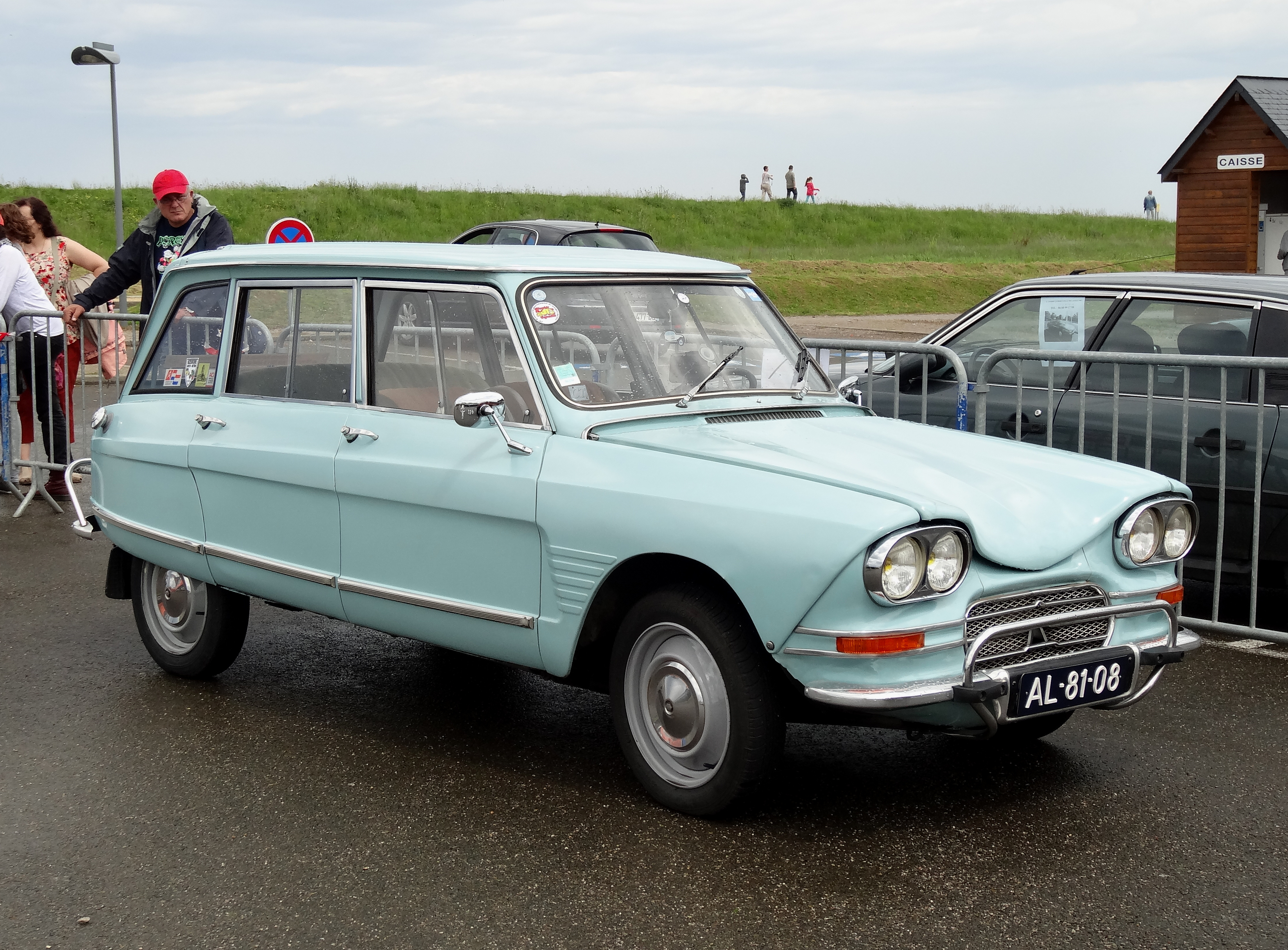
Citroën Ami 6 break club.

En mai 1968, à l'occasion d'un changement de moteur (c'est celui qui sera monté sur la future Ami 8), un monogramme « Ami 6 » en laiton doré apposé sur le rebord de la malle identifie le modèle, alors qu'aucun double chevron ne vient confirmer la marque. Toujours en 1968, la gamme est complétée par la version « Club » (d'abord sur le break puis sur la berline) qui se distingue par ses quatre phares ronds, ses baguettes latérales genre « DS Pallas », ses enjoliveurs « gala » imitant des flancs blancs et par une finition intérieure plus raffinée et élégante, avec des sièges mixtes tissu central et flancs en skaï et à dossiers inclinables, en particulier dans la teinte Vert Charmille (AC522).
Toutes versions confondues, l'Ami 6 est construite à plus d'un million d'exemplaires. C'est ce modèle, plus que la 2 CV, qui est concurrencé par la Renault 4 à partir de l'été 1961.
- Pour contredire l'opinion courante qui ne trouvait pas l'Ami 6 assez rapide, une équipe d'essais du Quai de Javel monta l'opération qui devint le « Tour de Gaule d'Amisix ». Trois Ami 6 break de série prirent le départ de Rennes-La Janais le 19 janvier 1966. À l'arrivée, 2 077 km plus loin, il n'en restait plus que deux, qui avaient effectué le parcours, sous contrôle d'huissier, à 90 km/h de moyenne, en un peu moins de 24 heures. La démonstration était faite : malgré une vitesse de pointe limitée, l'Ami 6 était capable de parcourir un long trajet routier en tenant une excellente moyenne pour l'époque. Un des exemplaires fut exposé dans le magasin Citroën des Champs-Élysées.

#### Export
Elle fut vendue aux États-Unis de 1962 à 1963 avec les spécificités que ce pays impose, pare-chocs renforcés et système d'éclairage particulier.
En Espagne, elle s'appelle « Dynam ».

### Ami 8 (1969-1978)

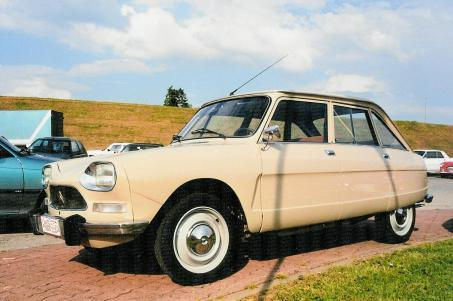
Citroën Ami 8 Berline.

En mars 1969, à l'occasion du salon de Genève, l'Ami 6 est remplacée par l'Ami 8. Celle-ci reprend la conception générale de l’Ami 6 et apporte une ligne plus classique et consensuelle grâce à un avant entièrement redessiné avec un capot dit « à l'italienne » (c'est-à-dire un ouvrant qui ne déborde pas jusqu'à l'avant de la voiture). Les premiers modèles 1969-70 n'arborent pas les chevrons Citroën sur la calandre. Le restylage se fait sous la direction du styliste Robert Opron, qui avait déjà fait aboutir la conception de l'Ami 8 et auquel on devra la GS, la CX et le coupé SM.
Comme l'Ami 6, l'Ami 8 existe en versions « confort », « club » (sièges avant séparés, entourages de vitre en inox et baguettes de protection latérales genre « DS Pallas ») et en break, toujours très prisé par la clientèle, surtout rurale. La berline abandonne la vitre arrière inversée, mais ne bénéficie pas pour autant d'un hayon. À partir des modèles 1971, les vitres avant coulissantes sont abandonnées au profit de vitres descendantes actionnées par manivelle, les vitres arrière resteront coulissantes jusqu'à la fin de production.
Côté mécanique, le bicylindre de 602 cm2 (M28 plaque AM2) est repris des dernières Ami 6, avec carburateur double corps et air d’admission pulsé pris sur le carénage du ventilateur de refroidissement moteur. Il est associé à une boîte de vitesses à quatre rapports, revue et corrigée sur l'Ami 6 en 1967 et de transmissions modernes à joints à billes. La voiture gagne une barre anti-roulis avant (barre de torsion liant les bras d'un même essieu). La vitesse maxi de la berline est donnée pour 123 km/h, celle du break pour 120 km/h. Elle se voit dotée pour l’année modèle 1970 de freins à disques à l'avant, toujours situés en sortie boîte de vitesses.
Lors du rachat de Citroën par Peugeot en 1974, la production des Ami 8 break et berline se poursuit. En 1976, les ventes de l'Ami 8 s'effondrent, passant de 90 000 exemplaires en 1974, à 54 000 exemplaires.
Citroën met fin à la lignée des Ami en présentant deux nouveaux modèles, à partir de bases Peugeot 104 : la LN en 1976 (104 coupé, trois portes) avec son 602 cm3 quasi identique et surtout à partir du second semestre 1978 la Visa qui dispose de cinq portes avec son hayon et la LNA qui dérive de la LN.
La berline Ami 8 quitte la scène automobile en juillet 1978, suivie en septembre par le break dont les derniers exemplaires arborent un tableau de bord noir et des teintes métallisées. Il faut attendre l'arrivée du break ZX, en 1994, pour que l'Ami 8 break ait enfin un vrai successeur.

### Ami Super (1973-1976)

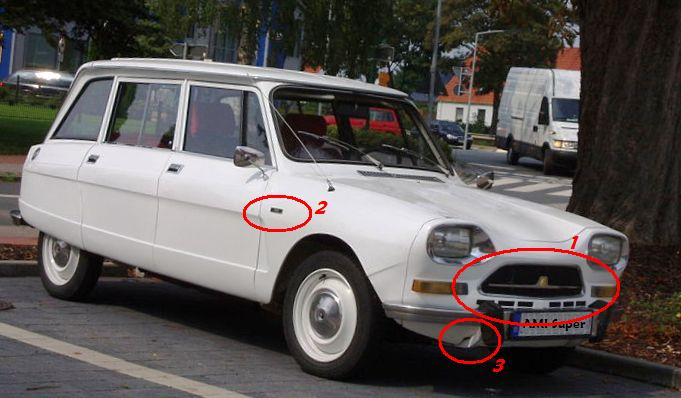
Éléments distinctifs de l'Ami Super sur la partie avant.

Le 10 janvier 1973, Citroën étoffe sa gamme avec l'Ami Super. Dotée d'un moteur de 1 015 cm3 spécifique type G10/613 de 53,5 ch DIN à 6 500 tr/min et un couple de 6,9 kg m à 3 500 tr/min, directement dérivé de celui de 56 ch et 7,2 kg m de la GS première génération, dont elle reprend tout le bloc mécanique AV, ainsi que sa boîte de vitesses, et ses étriers et disques de freins accolés à celle ci, mais sans haute pression, elle peut atteindre les 140 km/h.
De l'extérieur, elle se distingue à l'avant par ses six petites d'entrées d'air supplémentaires sous sa grille de calandre, celle-ci étant ornée d'une barrette supplémentaire soulignant le logo Citroën dans un trapèze en plastique jaune d'or. Un petit monogramme estampillé « 1015 » sur le flanc de l'aile droite indique la nouvelle cylindrée, il sera remplacé ensuite par « Ami Super », ainsi que sur la moitié latérale du hayon. Pour le reste, hormis une modification en bas de la jupe avant, la carrosserie est la même que celle de l'Ami 8.
Le traditionnel châssis-plateforme dérivé de la famille 2 CV, est renforcé et aménagé pour accueillir le groupe motopropulseur, avec notamment une traverse AV intermédiaire de renfort portant le lourd moteur de 1 015 cm3. Le châssis-plateforme est formé de 2 longerons et d'entretoises et est recouvert de tôles d’acier plus épaisses soudées, dessus et dessous, afin d'améliorer la rigidité, avec (1,2 mm contre  0,8 mm
d'épaisseur pour les types A), ce qui contribue à une importante augmentation de poids de 85 kg.
À l'intérieur, la principale caractéristique visible est le levier de vitesses au plancher. Le tableau de bord et les commandes sont spécifiques au nouveau modèle. Avec cette puissance supplémentaire, la voiture est plus silencieuse en usage courant, en abaissant le régime moteur à vitesse égale.

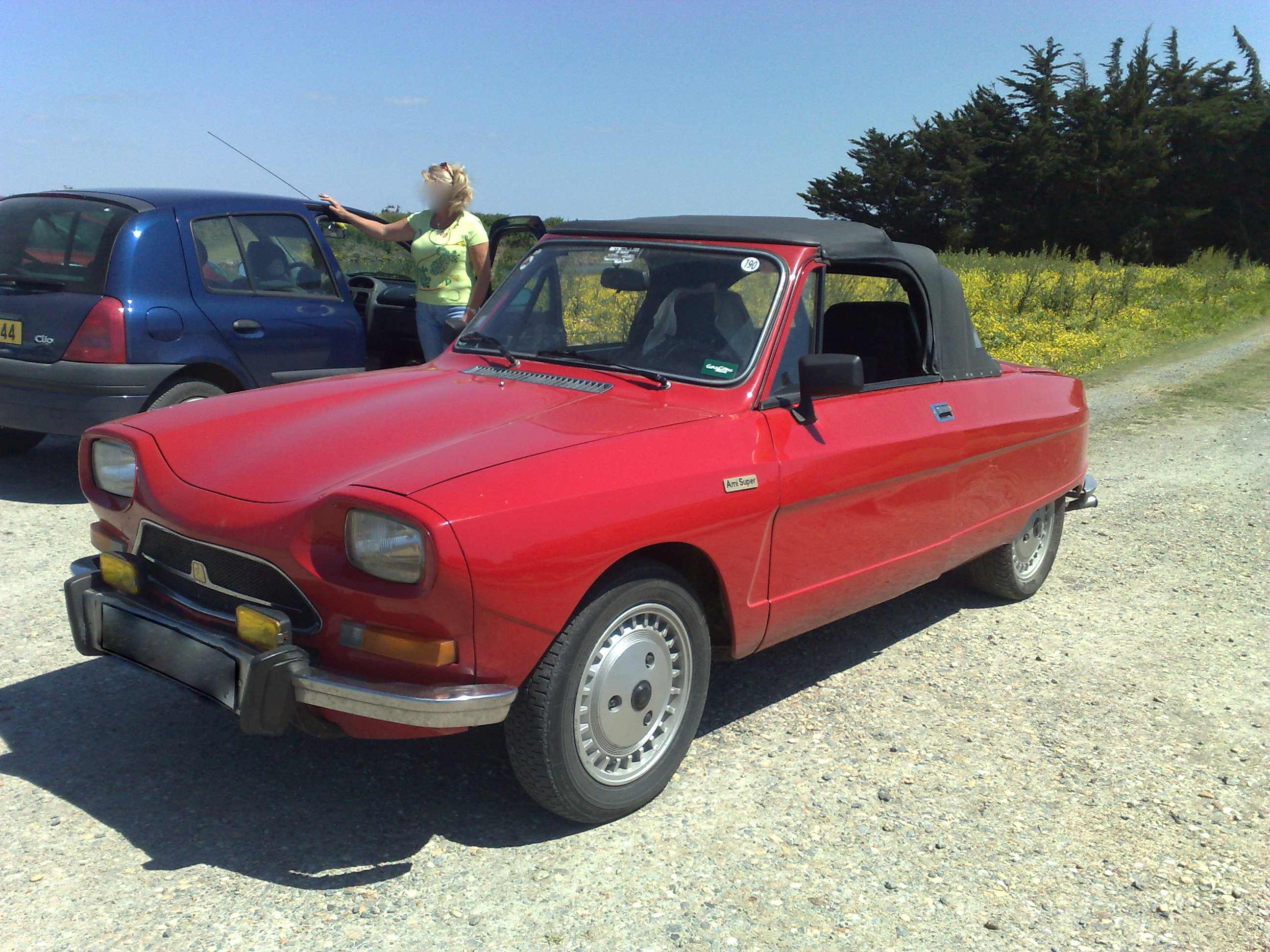
L'Ami Super XC cabriolet.

La suspension s'équipe de deux barres anti-roulis transversales AV et AR et perd l’interaction AV/AR de la suspension. La géométrie du train AV est modifiée, l’angle de chasse passe de 15 à 5,20°, la direction, spécifique elle aussi, gagne en légèreté et en douceur de rappel. Les pneumatiques restent de dimensions 135 R 15. Les projecteurs à iode sont en option. Le réservoir spécifique a une contenance de 40 litres. Plus légère mais moins aérodynamique que la GS, elle a une consommation comparable à une GS 1015.
L'Ami Super est jugée trop peu habitable pour une 6 CV, ainsi que peu valorisante car trop proche de l'Ami 8, mais c'est un nouveau modèle fabriqué à peu de frais grâce à la banque d'organes du constructeur. Pour l'année modèle 1974, Citroën démarquera donc l'Ami Super par une bande de décoration latérale haute des deux côtés et sur le hayon, ainsi qu'avec des jantes ajourées.
L'Ami Super sera produite à 44 820 exemplaires, en berline et break, jusqu'en février 1976. Le stock s'écoulera ensuite jusqu'en 1977.
Cette méthode courante d’hybridation par l'emploi de pièces de la banque d'organes d'un constructeur permet d'élargir l'offre à peu de frais. Mais contrairement à une certaine légende, l'Ami Super n'a pas été créée pour écouler les surplus du moteur 1 015 cm3, celui-ci restant proposé sur la GS jusqu'en 1978, mais pour lui trouver un nouveau débouché et favoriser ainsi la rentabilité des études et outillages pour sa fabrication.
Pour les amateurs de raretés, il existe un cabriolet, l'Ami Super XC, créé en deux exemplaires par des particuliers.

### M35 (1969-1971)

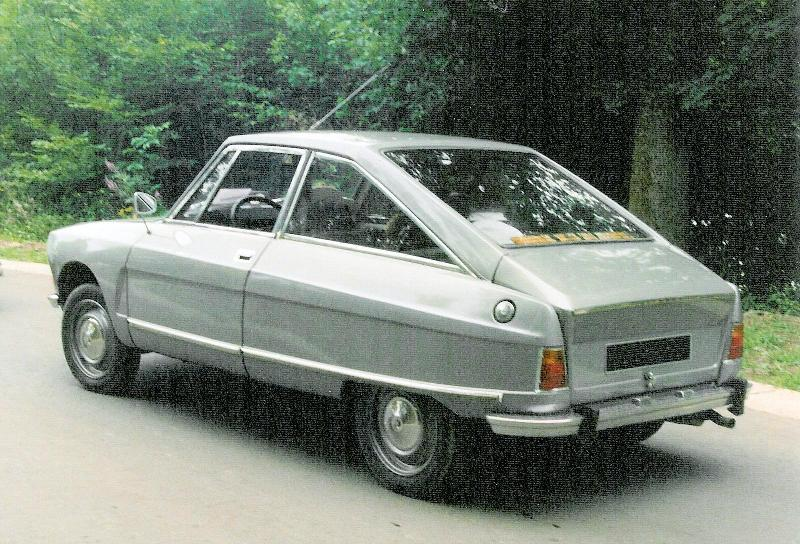
Citroën M35.

La M35, qui ne reprend que quelques éléments de carrosserie de l'Ami 8 malgré sa ressemblance, est un prototype construit en petite série pour tester le moteur à piston rotatif Wankel en conditions réelles d'utilisations.
L'automobile est un véritable laboratoire roulant, techniquement basée sur la plateforme historique de la 2 CV et ses dérivées, les Ami 6 - 8 - et Super. Elle est dotée d’une suspension hydropneumatique, de la boîte de vitesses de la future GS et surtout d'un moteur mono-rotor Wankel développant 49 ch. Heuliez est chargé par Citroën de l'emboutissage de la carrosserie et de l'assemblage de la voiture.
La carrosserie, dérivée de l'Ami 8, est un coupé 2+2. Une majorité de pièces est spécifique à la M35 : portes plus longues pour un meilleur accès aux places arrière, pare-brise à coins plus carrés, lunette arrière plate et agrandie, porte de coffre spécifique, ailes arrière découpées au niveau des roues, pli de la tôle autour des phares avant, etc. L'esthétique n'est pas un critère majeur pour le projet et deux couleurs de carrosserie, le gris nacré et - plus rare - le bleu delta, sont proposées au catalogue.
Citroën fait le choix de trouver des volontaires parmi sa clientèle de gros rouleurs, ceux-ci doivent justifier d'un kilométrage annuel supérieur à 30 000 pour devenir, au passage, des essayeurs amateurs. En cas de panne, Citroën s'engage à une intervention rapide et au prêt d'un véhicule de remplacement, la fiabilité et la longévité du moteur restant justement à améliorer par ces essais de prototypes à grande échelle en configuration normale.
L'entretien du moteur est assuré gracieusement par Citroën, mais dans le contrat de vente, le client doit prendre à sa charge les frais de l'entretien courant : plaquettes de freins, pneus, etc. À l'époque, la M35 vaut 14 120 francs, soit le prix d'une D Spécial ou deux fois le prix d'une Dyane.
De 1969 à 1971, la M35 est fabriquée chez Heuliez à 267 exemplaires, sur les 500 prévus (6 en 1969, 212 en 1970 et 49 en 1971). Citroën n'hésite pas à sauter volontairement des numéros de série peints sur l'aile avant afin d'arriver aux fameux 500.
Une fois l’opération achevée, Citroën rachète la plupart des M35 pour les retirer et les détruire, afin de ne pas avoir à assurer l’entretien et la disponibilité des pièces pour un si faible parc roulant. De ces essais naîtra une véritable automobile de grande série, la GS Birotor (GX type GZ) qui connaîtra cependant un cuisant échec commercial. Quelques exemplaires de M35 ont survécu.
Trois exemplaires en parfait état de fonctionnement sont notamment visibles à l'écomusée Citroën de Castellane.
Une M35 conservée dans les réserves Heuliez, à Cerizay, est mise en vente le 7 juillet 2012 par Artcurial. Affichant 87 059 kilomètres réels au compteur, elle est estimée entre 20 000 et 40 000 euros, mais l'enchère maximum n'a pas dépassé 14 892 euros, frais compris.

## Évolutions en détail
Le tableau ci-dessous récapitule les détails permettant de distinguer les Ami en tenant compte des évolutions.
| Date           | Photo | Type(s)        | Évolutions caractéristiques |
| -------------- | ----- | -------------- | --- |
| 1961           |       | AM             | Lancement en avril. |
| 1962           |       | AM             | Vitres arrière coulissantes (une moitié seulement). |
| 1963           |       | AM             | Version destinée à l'exportation aux États-Unis : doubles optiques de phares ronds, clignotants avant ronds, pare-chocs chromés additionnels, calandre en inox et plaque de police plus étroite. Moteur de 26 ch au lieu de 22 ch. Amortisseurs hydrauliques. Pédales de frein et d'embrayage suspendues. |
| novembre 1964  |       | AMB AMF AMC    | Carrosserie type break. Nouveaux blocs de feux arrière (type tétons). |
| octobre 1967   |       | AMBPA          | Modèle break Club. Phares à doubles optiques ronds. Finition améliorée. |
| mai 1968       |       | AM2 AMB2       | Moteur M28 de 35 ch à 5 750 tr/min. Glaces avant à double coulissement. Feux arrière monoblocs trapézoïdaux. |
| mars 1969      |       | AM3            | L'Ami 8 berline remplace l'Ami 6 berline. |
| juillet 1969   |       | AMJA AMJB      | L'Ami 8 reçoit des freins à disques à l'avant. Le circuit hydraulique fonctionne avec du LHM. |
| septembre 1969 |       | AMB3 AMC3      | Carrosserie type break pour l'Ami 8, remplaçant l'Ami 6 break. |
| janvier 1973   |       | AMJF AMJG AMJH | Lancement de l'Ami Super. |

## Production en chiffres
La production de la gamme des Ami, tous modèles confondus sauf M35, s'élève selon les données du constructeur à 1 840 121 exemplaires. Elle se répartit entre les modèles comme suit :
| Modèle     | Ami 6 berline | Ami 6 break | Ami 6 Service | Ami 8 berline | Ami 8 break | Ami 8 Service | Ami Super berline | Ami Super break | Ami Super Service |
| ---------- | ------------- | ----------- | ------------- | ------------- | ----------- | ------------- | ----------------- | --------------- | ----------------- |
| Type(s)    | AM AM2        | AMB AM2B    | AMC(2) AMF(2) | AM3           | AMB3 AMJB   | AMC3 AMJC     | AMJF              | AMJG            | AMJH              |
| Production | 483 986       | 551 880     | 3 518         | 342 743       | 386 582     | 26 630        | 24 797            | 19 222          | 801               |

## Au cinéma
- L'Été meurtrier : c'est la voiture de Pinpon (Alain Souchon), un pick-up bricolé sur une base d'Ami 6.
- Sexes faibles ! : le médiateur, Sébastien Sébastian (François Cluzet) est venu de Paris chez Maud La Chesnaye en Provence dans une berline Ami 6.
- Michou d'Auber : Georges (Gérard Depardieu) roule dans une Ami 6 bleue flambant neuve, et parfaitement anachronique puisque l'intrigue se passe en 1960 (scène de l'entrée en classe du petit Michou).
- Les héros n'ont pas froid aux oreilles : les deux héros joués par Daniel Auteuil et Gérard Jugnot louent une Ami 8 pour le week-end. Elle est généreusement filmée tout au long du film.
- Je suis timide mais je me soigne : c'est la voiture d'Aldo. Le véhicule est accidenté à cause du freinage un peu brusque d'un camion, celui-ci étant violemment arrêté par Pierre qui veut voyager en auto-stop et qui est exaspéré que les automobilistes ne s'arrêtent pas.
- L'Été en pente douce : Fane (Jean-Pierre Bacri) utilise une Ami 6 break assez décrépite, présente durant une bonne partie du film.
- Les Vacanciers : la famille Chatton, emmenée par Paul Préboist, roule en Ami 8 bien chargée pour leurs vacances alsaciennes, rejoints plus tard par la propriétaire de leur gîte, tante Aimée, alias Alice Sapritch.
- Elle court, elle court la banlieue : Alice Sapritch, jouant son propre rôle avec une Ami 6 break, participe à une courte scène humoristique lors d'une attente à un feu, contre la Renault 5 de Jacques Higelin qui finit par la reconnaître… après qu'elle lui a brisé son pare-brise à coup de masse pour se venger des coups de pare-chocs répétés.
- Tandem : un pique-niqueur (Ged Marlon) est installé au bord de la route près d'un break Ami 6 bleu et se fait houspiller par Michel Mortez (Jean Rochefort).
- Bienvenue à Marly-Gomont : le docteur et père de famille conduit une Ami 6 break.
- Mister Spade : mini-série de 2024 où apparait l'Ami 6, conduite par Clive Owen alias Sam Spade[6].
- Tatie Danielle : comédie française écrite et réalisée par Étienne Chatiliez, sortie en 1990. Odile Dombasle, la vieille gouvernante, possède une Ami 8 berline bleu.